# Latxe
Els latxe eren un poble indígena, agrari a les terres altes del que ara és Colòmbia central, al nord del departament de Boyacá i a l'est del departament de Santander, principalment a la Província Gutiérrez i a la Província García Rovira. Formaven part de la confederació Cocuy, parlaven txibtxa i comerciaven principalment amb altres parlants txibtxa, com els muisques, guanes, pijaos i chitarero. Intercanviaven sal, tèxtils i productes alimentaris. Els latxe conreaven blat de moro, patata, quinoa i cotó, entre altres cultius.
En el segle xviii Lucas Fernández de Piedrahita va escriure sobre el costum dels latxes de criar nens com si fossin nenes. Quan una dona havia tingut cinc fills mascles seguits, sense tenir cap filla, el podien criar com si fos una nena, tant per la manera de vestir com pels costums que es consideraven propis de les nenes.
El nom de Lache es conserva en un barrio de Bogotà conegut com Los Laches.

## Municipis pertanyents al territori latxe
Els Lache habitaven les terres altes de l'est de Santander i el nord de Boyacá i una petita part del nord-oest de Casanare.
| Nom                         | Departament | Altitud (m) centre urbà | Mapa |
| --------------------------- | ----------- | ----------------------- | ---- |
| Capitanejo                  | Santander   | 1090                    |      |
| Carcasí                     | Santander   | 2080                    |      |
| Cepitá                      | Santander   | 3000                    |      |
| Cerrito                     | Santander   | 2220-4200               |      |
| Concepción                  | Santander   | 2005                    |      |
| Enciso                      | Santander   | 1484                    |      |
| Guaca                       | Santander   | 2401                    |      |
| Macaravita                  | Santander   | 2320                    |      |
| Málaga                      | Santander   | 2235                    |      |
| Molagavita                  | Santander   | 2196                    |      |
| San Andrés                  | Santander   | 1617                    |      |
| San José de Miranda         | Santander   | 2381                    |      |
| San Miguel                  | Santander   | 2200                    |      |
| Chiscas                     | Boyacá      | 2368                    |      |
| Chita                       | Boyacá      | 2964                    |      |
| El Cocuy                    | Boyacá      | 2750                    |      |
| El Espino                   | Boyacá      | 2128                    |      |
| Guacamayas                  | Boyacá      | 2296                    |      |
| Jericó (shared with Muisca) | Boyacá      | 3100                    |      |
| Panqueba                    | Boyacá      | 2258                    |      |
| La Salina                   | Casanare    | 1400                    |      |
| San Mateo                   | Boyacá      | 2500                    |      |
| La Uvita                    | Boyacá      | 2700                    |      |